# Grand-Bassam (Departement)
Grand-Bassam ist ein Departement der Elfenbeinküste, in der Region Sud-Comoé im Distrikt Comoé im Südosten des Landes am Atlantischen Ozean gelegen.
Hauptstadt des Departements ist Grand-Bassam, die Einwohnerzahl beträgt 179.063 Menschen (Zensus 2014). Das Departement unterteilt sich in die Gemeinden Grand-Bassam und Bonoua (gleichzeitig jeweils Unterpräfekturen) sowie die Unterpräfektur Bongo.
Die Altstadt von Grand-Bassam wurde 2012 in die UNESCO-Welterbeliste aufgenommen.